# Hořátev
Hořátev är en ort i Tjeckien.   Den ligger i regionen Mellersta Böhmen, i den centrala delen av landet, 40 km öster om huvudstaden Prag. Hořátev ligger 187 meter över havet och antalet invånare är 653.
Terrängen runt Hořátev är platt.Runt Hořátev är det ganska tätbefolkat, med 124 invånare per kvadratkilometer. Närmaste större samhälle är Nymburk, 4,0 km norr om Hořátev. Trakten runt Hořátev består till största delen av jordbruksmark.